# Garantie incapacité de travail/invalidité de travail
Les garanties incapacité de travail et invalidité désignent des prestations financières destinées à compenser partiellement la perte de salaire due à l'arrêt du travail en cas d’incapacité ou d’invalidité de travail. Elles sont versées par l'assurance maladie de la Sécurité Sociale française. Elles peuvent être éventuellement complétées par des prestations versées par les organismes assureurs complémentaires : institution de prévoyance, mutuelle ou société d’assurances.

## Définition de l'incapacité de travail et de l'invalidité de travail
Il s’agit de l’impossibilité physique ou psychique d'exercer son activité professionnelle. Cette impossibilité peut être temporaire – incapacité de travail – ou définitive – invalidité de travail. Dans les deux cas, cette impossibilité peut être partielle ou totale. L'invalidité peut intervenir tout de suite après avis du contrôle médical de la Sécurité Sociale, soit après trois ans d'incapacité de travail. C’est le médecin traitant qui constate cette impossibilité et qui prescrit l'arrêt de travail donnant lieu au versement des prestations de la Sécurité sociale.
À noter : si l'arrêt de travail résulte d'une maladie professionnelle ou d'un accident du travail, le délai de carence pour percevoir les indemnités journalières est supprimé et le montant des indemnités est majoré.
En avril 2014, l'agence d'études Morgen & Morgen a publié une étude sur les raisons d'incapacité de travail. Selon cette étude, les maladies psychiques causent la majorité des cas d'incapacité de travail. Seulement un dixième des cas résultent d'un accident.
- 32 % maladies psychiques
- 21 % troubles sur l'appareil locomoteur
- 15 % cancer
- 9 % accidents
- 8 % maladies cardiovasculaires
- 15 % autres

## Les prestations en cas d’incapacité de travail

### Les indemnités journalières de l’assurance maladie
Dès que l’incapacité à travailler est constatée par le médecin traitant, l'assuré perçoit de la part de l'assurance maladie des indemnités journalières (IJ). 
S’il est salarié, il faut qu'il ait travaillé un certain nombre d'heures et cotisé sur un salaire minimum pendant une certaine période précédant l'arrêt de travail. S'il est chômeur, il doit percevoir une allocation de l'ASSEDIC, avoir été indemnisé au cours des 12 derniers mois ou avoir cessé son activité salariée depuis moins de 12 mois.
Les indemnités journalières sont calculées à partir d’un salaire journalier de base. Pour définir celui-ci une moyenne est effectuée sur la base du montant des bruts des 3 ou 12 derniers mois de travail avant la date d’arrêt. Pour les chômeurs, ce sont les salaires bruts des 3 derniers mois de travail avant la perte d'emploi qui sont pris en compte. Le montant des indemnités journalières est équivalent à 50 % de ce salaire journalier de base dans la limite de 48,08 € par jour (barème du 1er avril 2010). Elles peuvent être majorées dans certains cas.
Les indemnités journalières sont versées après un délai de carence de trois jours soit à partir du quatrième jour d'arrêt de travail. Elles peuvent être versées pendant 360 jours maximum. Dans le cas d'une affection longue durée (ALD), cette durée maximale est portée à trois ans.

### La participation obligatoire de l’employeur
L’employeur est tenu, pour tout salarié ayant plus d’un an de présence dans l’entreprise, de « compléter les indemnités journalières de l’assurance maladie à hauteur de 90 % de la rémunération qu’aurait dû percevoir le salarié en activité ». Cette obligation vaut pour les 30 premiers jours d’arrêt à l’issue d’un délai de carence de 7 jours. Les 30 jours suivants, l’employeur maintient le salaire à hauteur de 66,66 %, soit 2/3 du salaire. Au-delà de six ans de présence dans l’entreprise, la durée de ces deux périodes d'indemnisation augmente en fonction de l'ancienneté.
Cette obligation de l'employeur a été mise en place par la loi de mensualisation de 1978. Elle a été renforcée par l'accord national interprofessionnel du 11 janvier 2008 sur la modernisation du marché du travail.

### Les indemnités journalières complémentaires
Un salarié couvert par un contrat de prévoyance individuel ou dans son entreprise par un contrat collectif de prévoyance peut bénéficier d'indemnités journalières complémentaires à celles de l'assurance maladie afin de permettre un maintien partiel ou total de la rémunération. Ces prestations complémentaires ne doivent pas entraîner une indemnité supérieure au salaire perçu au moment de l'arrêt de travail. Les contrats peuvent prévoir un versement dès le 1er jour d’arrêt de travail et fixer une durée maximale de prise en charge,.

### Accidents du travail
Qu’il soit considéré comme dû au hasard, comme un aléa prévisible de certaines activités professionnelles, ou comme conséquence directe des formes contemporaines d’organisation du travail, l’accident du travail n’est que la face visible des atteintes à la santé dues au travail. Une recherche menée en Suisse montre que le traitement social particulier dont l’accident fait l’objet est à mettre en relation avec les raisons qui expliquent l’émergence et le développement de l’assurance accidents, c’est-à-dire la suppression d’un éventuel conflit de classe sur la responsabilité de l’accident. Le développement assurantiel permet en effet de déplacer le conflit entre patronat et classe ouvrière, potentiellement dangereux pour l’ordre capitaliste, du terrain collectif et politique vers le terrain personnel et administratif.

## Les prestations en cas d’invalidité de travail

### La pension d’invalidité de l’assurance maladie
Un salarié qui devient inapte à travailler peut, sous certaines conditions, percevoir de  l'assurance maladie une pension mensuelle d’invalidité. Il faut que le salarié ait moins de 60 ans, qu’il ait une réduction de capacité de travail ou de revenus d’au moins 2/3, et qu’il ait été salarié cotisant à un niveau suffisant dans les 12 mois précédant la date de début d’invalidité. L’invalidité doit être reconnue par l’assurance maladie. Une pension d’invalidité n’est pas attribuée de manière définitive et peut être révisée ou suspendue.
La pension est calculée en fonction du degré d’invalidité et du salaire annuel moyen défini à partir des salaires bruts des dix meilleures années d’activité. Le degré d’invalidité, évalué par l’assurance maladie, détermine un classement par catégorie qui détermine le montant final de la pension.
* Catégorie 1 : invalidité permettant l’exercice, sous certaines conditions, d’une activité salariée. Dans ce cas, la pension est égale à 30 % du salaire annuel moyen des dix meilleures années. Son cumul avec le salaire d’activité ne doit pas être supérieur au salaire perçu avant l’invalidité.
* Catégorie 2 : invalidité ne permettant pas l’exercice d’une activité salariée. La pension est égale à 50 % du salaire annuel moyen.
* Catégorie 3 : invalidité ne permettant pas l’exercice d’une activité salariée et nécessitant une aide extérieure. La pension est égale à 50 % du salaire annuel moyen et est augmentée d’une somme forfaitaire : la majoration pour tierce personne d'un montant de 1038,36 € mois (2010).
Les pensions d’invalidité sont revalorisées annuellement.

### La rente d’invalidité des organismes complémentaires
Un salarié couvert par un contrat de prévoyance individuel ou dans son entreprise par un contrat de prévoyance collective peut bénéficier d'une rente d’invalidité.
Le montant est généralement calculé en fonction des catégories fixées par l’assurance maladie. Cette rente d'invalidité peut soit être forfaitaire, soit correspondre à un pourcentage du dernier salaire d’activité. Elle peut compenser en partie ou en totalité la perte de salaire, mais son montant ne peut être supérieur à celui du dernier salaire d’activité avant l’invalidité,.